# Buncrana
Buncrana är en ort i republiken Irland.   Den ligger i grevskapet County Donegal och provinsen Ulster, i den norra delen av landet, 210 km norr om huvudstaden Dublin. Buncrana ligger 20 meter över havet och antalet invånare är 5 546.
Terrängen runt Buncrana är kuperad österut, men västerut är den platt. Havet är nära Buncrana västerut. Runt Buncrana är det ganska tätbefolkat, med 166 invånare per kvadratkilometer. Buncrana är det största samhället i trakten. Trakten runt Buncrana består i huvudsak av gräsmarker.